# Xylotrechus moriutii
Xylotrechus moriutii är en skalbaggsart som beskrevs av Tatsuya Niisato 1990. Xylotrechus moriutii ingår i släktet Xylotrechus och familjen långhorningar. Inga underarter finns listade i Catalogue of Life.